# باجاج پولسار ان‌۲۵۰
باجاج پولسار ان۲۵۰ (انگلیسی:Bajaj Pulsar N250) یک موتورسیکلت نیکد تک‌سیلندر ۲۴۹ سی‌سی هندی ساخته شده توسط کمپانی باجاج آتو است. این محصول در ۲۸ اکتبر ۲۰۲۱ همراه با نسخه تکمیل شده باجاج پولسار اف۲۵۰ به مناسبت بیستمین سالگرد تاسیس باجاج پولسار وارد بازار شد.
این مدل پس از ورود به ایران در سال ۱۴۰۳، گاهی به اشتباه NS250 نام برده می‌شد؛ در صورتی که طراحی انجین، کلاس موتور و کاربری آن کاملا متفاوت از سری NS شرکت باجاج می‌باشد.
این موتورسیکلت در ابتدا در رنگ‌های قرمز، آبی و خاکستری و با ترمز ضد قفل تک کاناله عرضه شد. در ژوئن ۲۰۲۲، یک نوع ترمز دیسکی ضد قفل جدید دو کاناله به‌طور انحصاری اضافه شد.